# Montgobert

Montgobert este o comună în departamentul Ain, Franța. În 1 ianuarie 2022 avea o populație de 202 de locuitori.